# Euryale ferox
Евріала страхітлива, макхана (Euryale ferox) — вид рослини, що належить до монотипового роду евріала родини лататтєві.

## Назва
В англійській мові має назву «колюча водяна лілія» (англ. prickly water lily). В Індії рослину називають «макхана» (англ. Makhana). 

## Будова
Близька за будовою з великою амазонською Victoria amazonica. Листя округлощитоподібне, з бугристою поверхнею та помітним жилкуванням, покрите шипами, досягає 1,5 м в діаметрі, має пурпурний низ. Квіти, схожі на воланчик, 6 см в діаметрі, мають пелюстки білі всередині та фіолетові ззовні, відкриваються під водою. Рослина самозапилюється до відкриття квіток. Усі частини рослини покриті гострими шипами.

## Поширення та середовище існування
Зростає у Східній Азії, Північній Індії та Китаї у ставках з теплою водою. Формує ценози, але попупуляції вкрай малочисельні. Ця однорічна рослина, що віднесена до рідких та зникаючих видів, вимагає термінового створення заказників у місцях її поширення. В Україні евріалу страхітливу вирощують у Ботанічному
саду ім. акад. О. В. Фоміна, штучному басейні відкритого ґрунту на Площі зборів (Храм Посейдона) дендропарку "Софіївка".

## Практичне використання
Біле насіння рослини їстівне у сирому та приготовленому вигляді. При смаження, насіння розкривається як попкорн. Культивується як сільськогосподарська рослина в Індії. З насіння готують різноманітні страви, супи.

## На марках
Зображена на поштовій марці СРСР 1984 року.

## Галерея

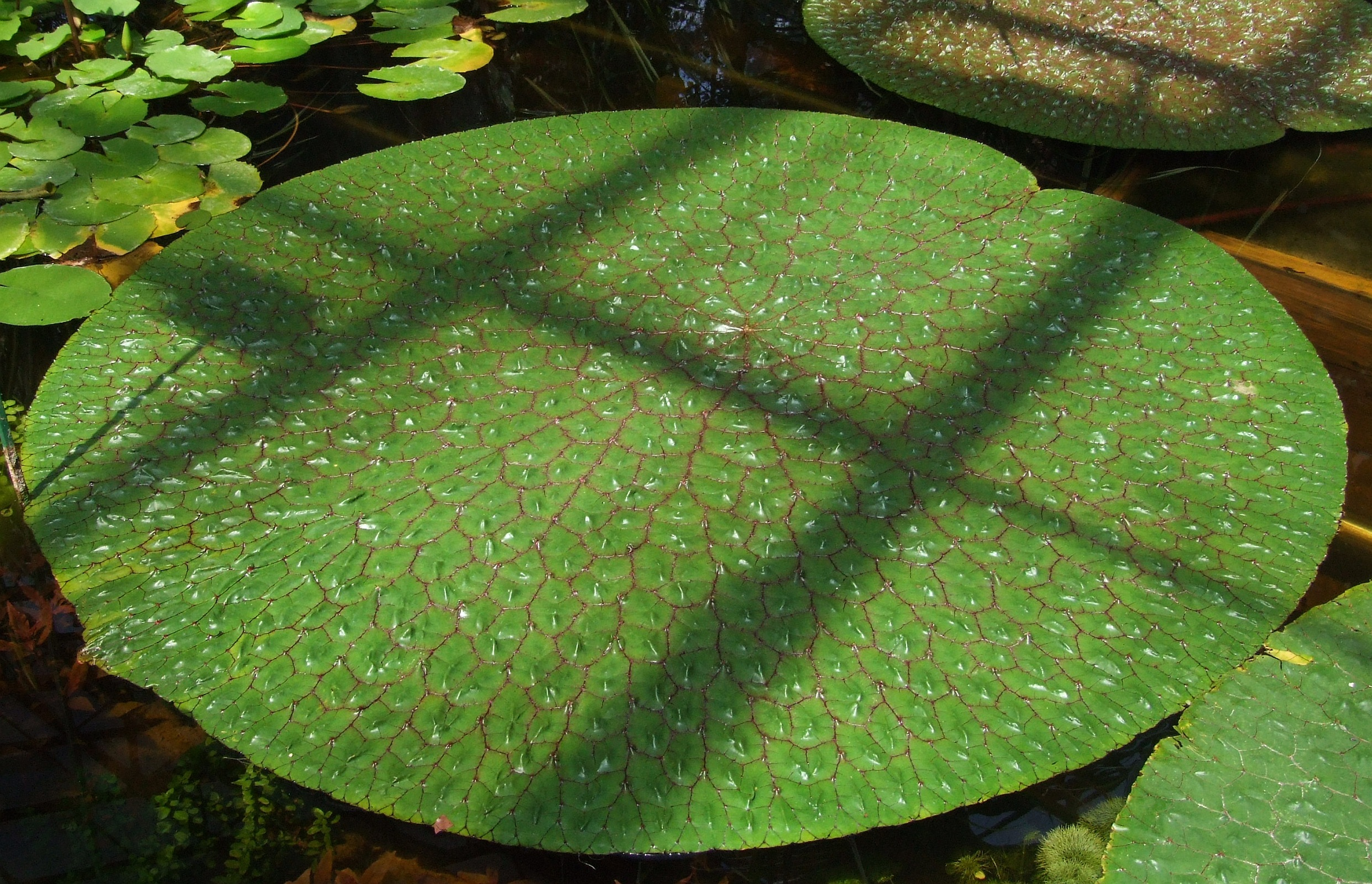
Листя
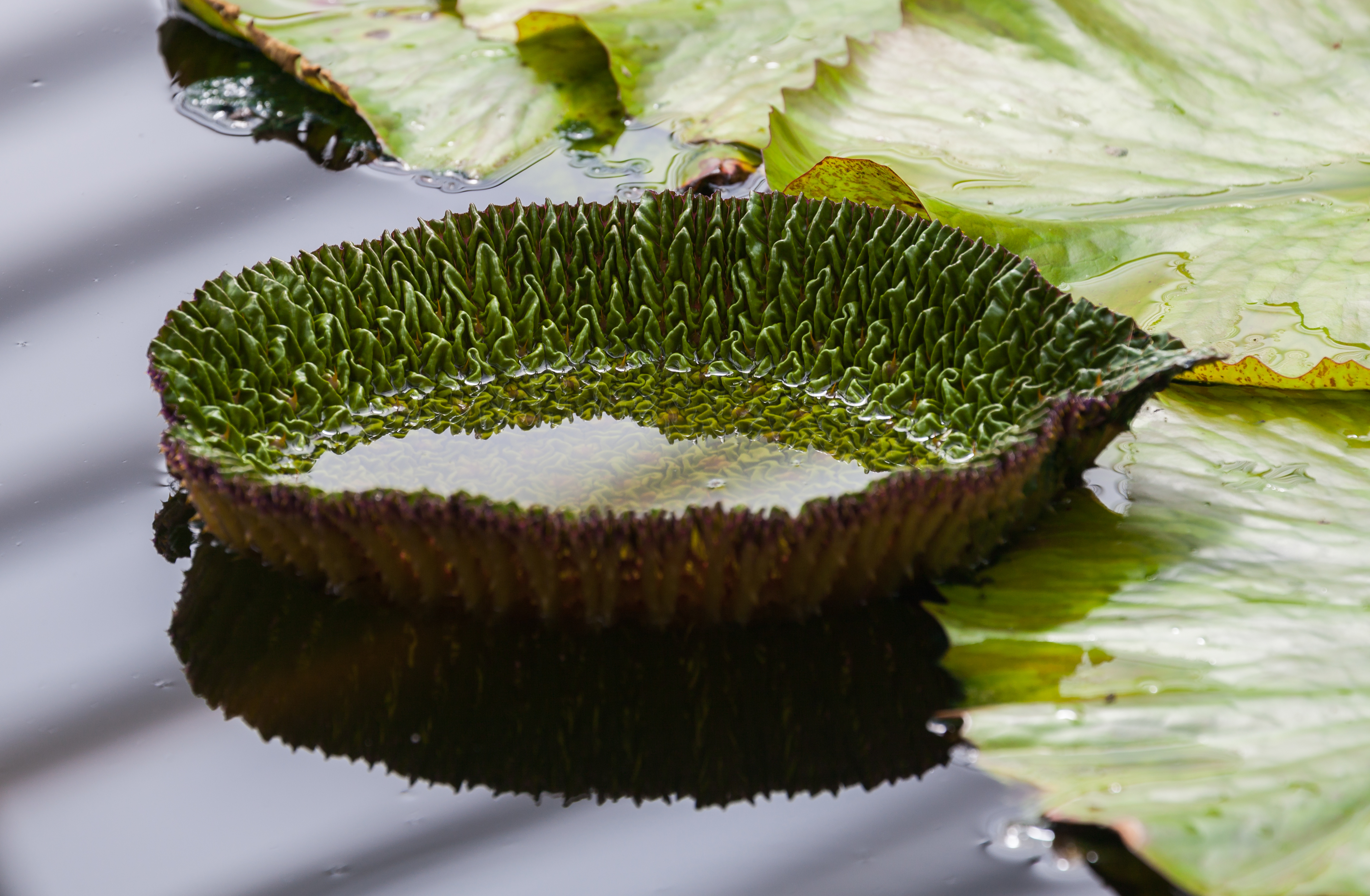
Листя
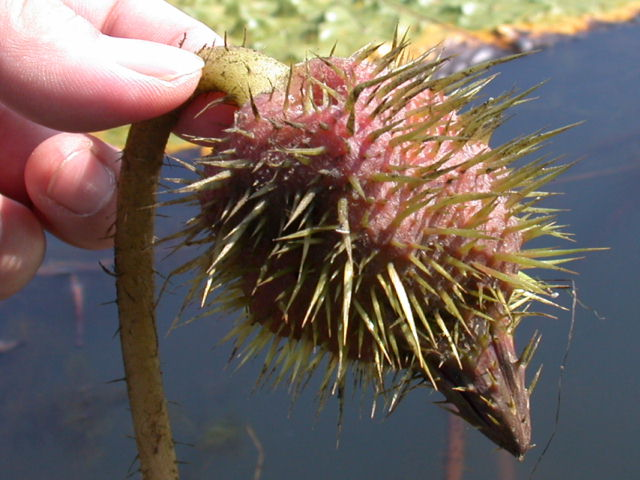
Пуп'янок
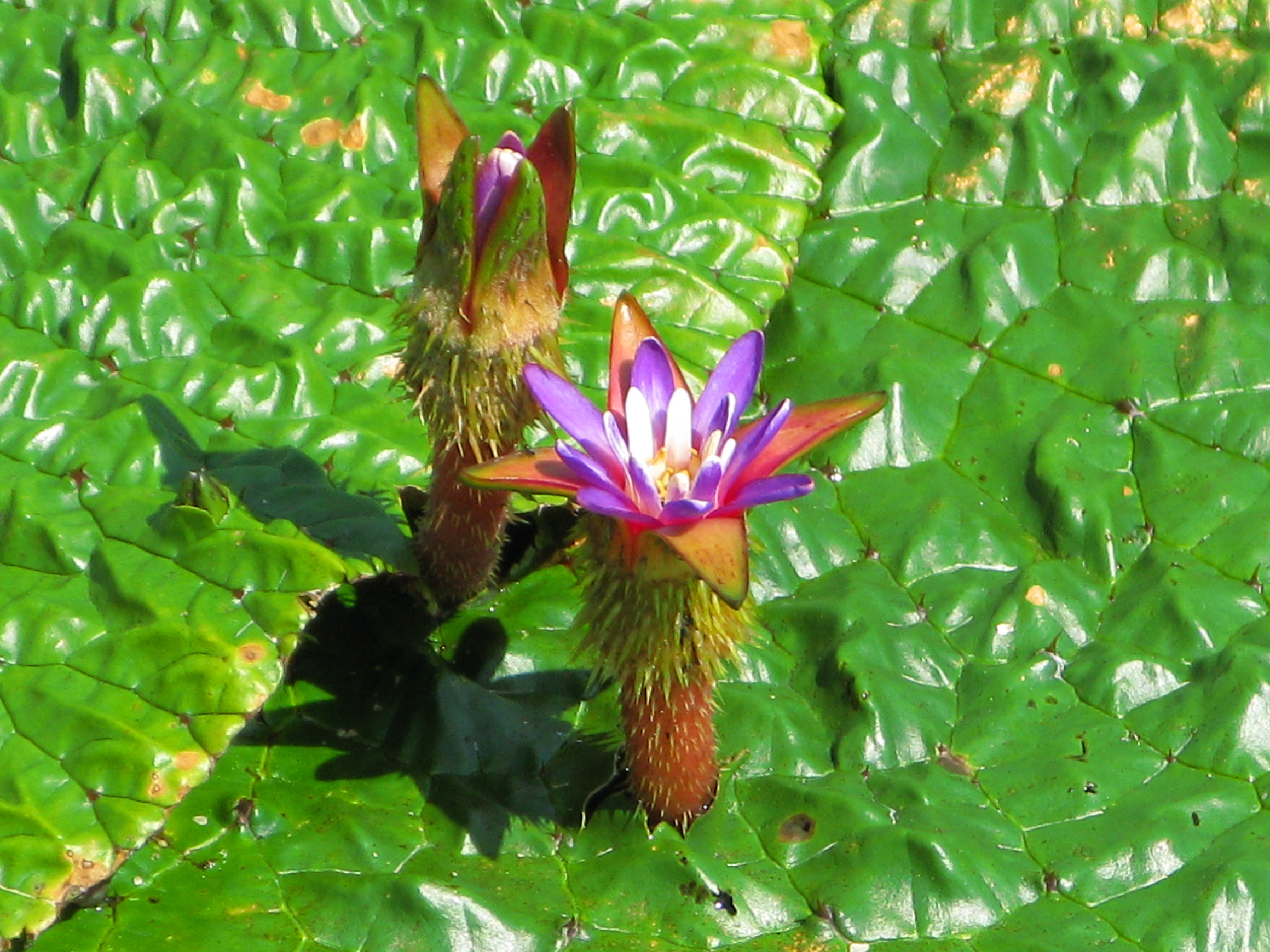
Квіти
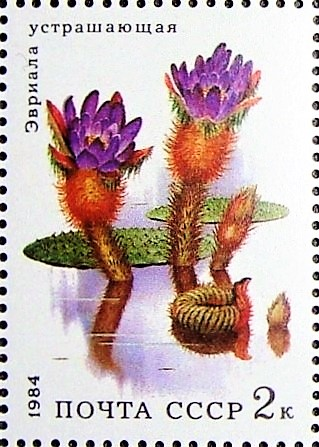
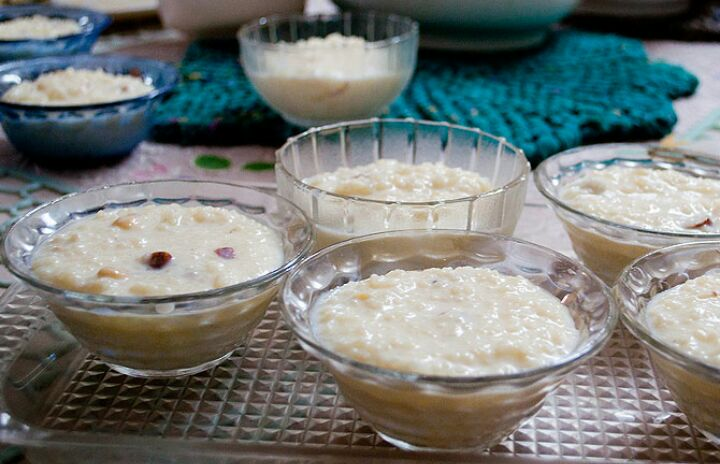
Кхір з насінням «макхана»
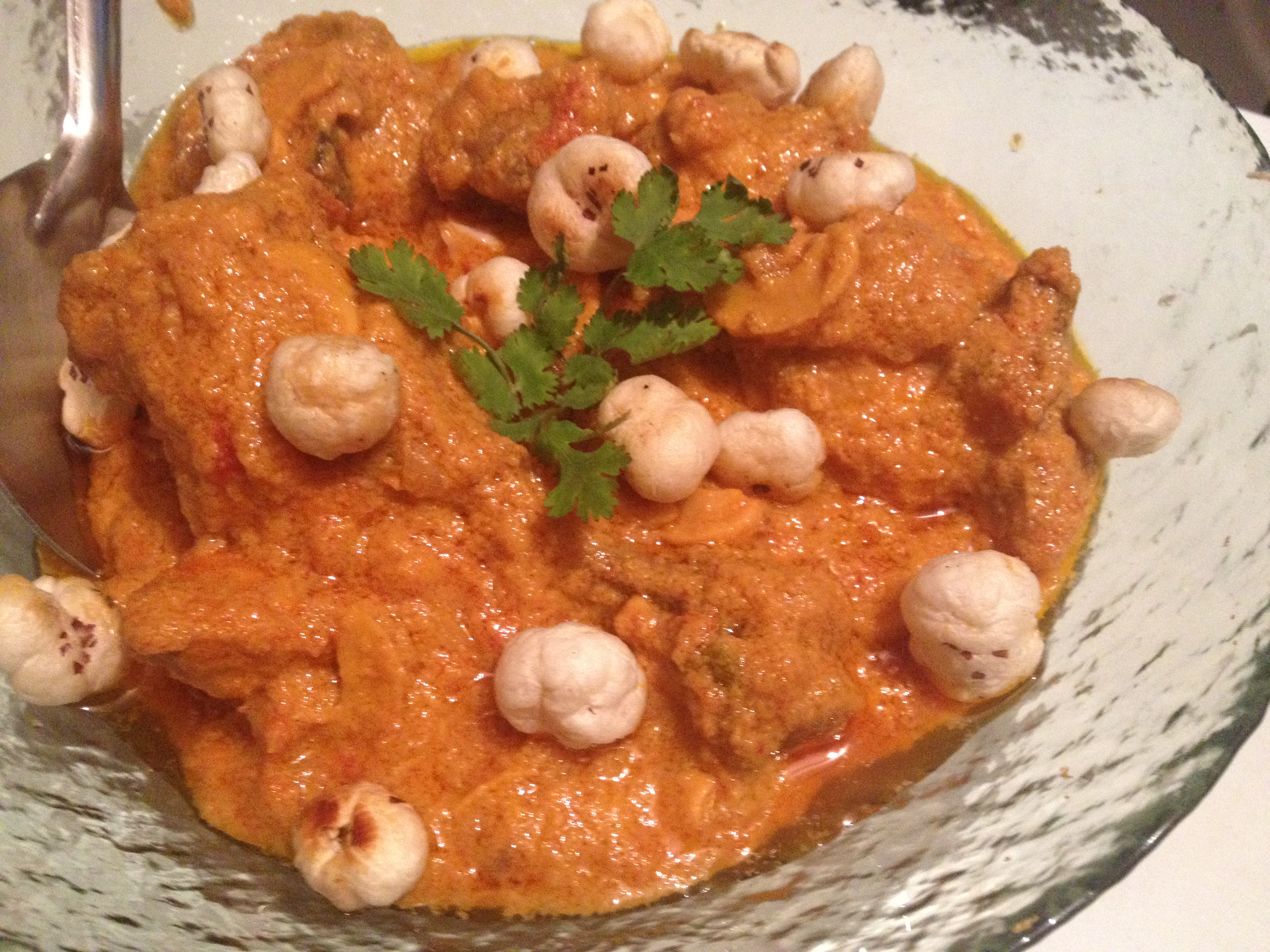
Курка з соусом з насіння «макхана»
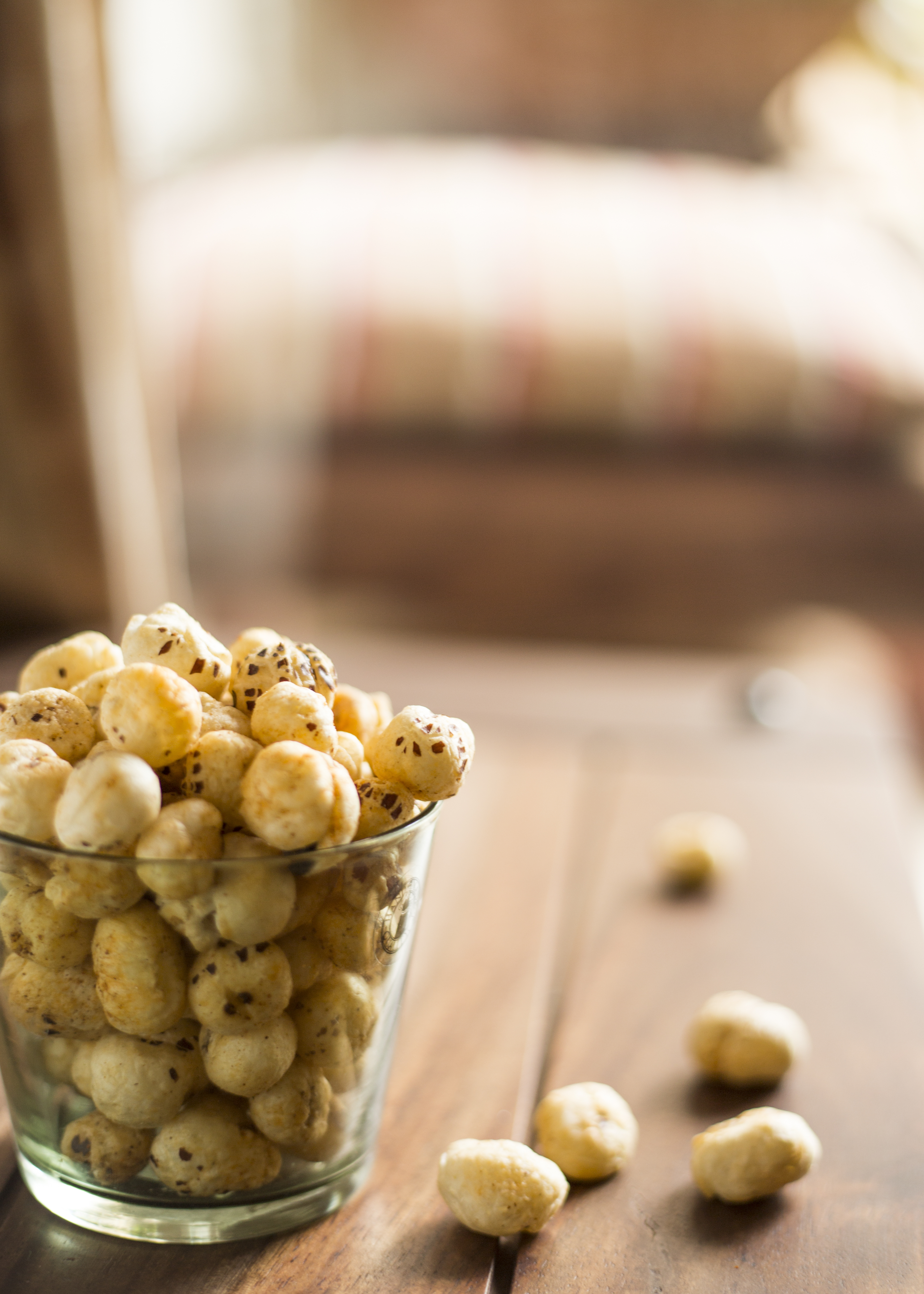
Смажена «макхана»